# Naissance en 1138
Naissance
- 1134
- 1135
- 1136
- 1137
- 1138
- 1139
- 1140
- 1141
- 1142

Cette page dresse une liste de personnalités nées au cours de l'année 1138 :
- 28 mars : Moïse Maïmonide médecin et philosophe juif (ou le 30 mars 1135[1], médecin, philosophe juif, commentateur de la Mishna, jurisconsulte en matière de loi juive et dirigeant de la communauté juive d'Égypte.

- Tahar Taàl Akhrem,  poète perse.
- Dreux IV de Mello, chevalier croisé français.
- Fujiwara no Narichika, kuge japonais (noble de court) qui participe au complot contre la domination du clan Taira à la cour impériale.
- Giraut de Bornelh,  troubadour.
- Adalbert III de Habsbourg, comte de Habsbourg.
- Saladin (Salah al-Din al-Ayyubi), premier dirigeant de la dynastie ayyoubide, qui règne en Égypte.
- Taira no Shigemori, il occupe la position de Naidaijin.
- Hōjō Tokimasa, samouraï, un des chefs du clan Hōjō et le premier shikken (régent) du shogunat de Kamakura.
- Tokiwa Gozen, femme de la noblesse japonaise de la fin de l'époque de Heian, mère du grand général samouraï Minamoto no Yoshitsune.

date incertaine (vers 1138)
- Casimir II le Juste, duc de Wiślica, de Cracovie, de Sandomierz, de Mazovie et de Cujavie.
- Jagadhekamalla II (en), empereur des Chalukya occidentaux.
- Mieszko Ier Jambes Mêlées, duc de Cracovie (princeps ou senior), duc de Silésie (Mieszko Ier) et duc de Raciborz.

## Crédit d'auteurs
- Cet article est partiellement ou en totalité issu de l'article intitulé « 1138 » (voir la liste des auteurs).